# Ophelimus nigriclava
Ophelimus nigriclava är en stekelart som först beskrevs av Girault 1923.  Ophelimus nigriclava ingår i släktet Ophelimus och familjen finglanssteklar. Inga underarter finns listade i Catalogue of Life.